# Шульце, Вольфганг
Во́льфганг Маттиас Шу́льце (нем. Wolfgang Matthias Schulze, 29 января 1953, Шарлоттенбург, Западный Берлин — 13 апреля 2020) — немецкий лингвист, профессор. Специалист по теории языка, исследователь кавказских языков. Один из крупнейших специалистов по удинскому языку и языку кавказско-албанских палимпсестов.

## Биография
Вольфганг Шульце родился 29 января 1953 года в Шарлоттенбурге.
В 1958—1960 годах проходил обучение в начальной школе во французском городе Барбизоне, в 1960—1962 годах в международной школе в Фонтенбло, в 1962/63 году в начальной школе в Лангехане близ Ганновера. В 1963 году Шульце поступил в бюкебергскую гимназию. В 1965 году учился в Гамбурге, в 1970 году боннской гимназии им. Гельмгольца. В 1972 году поступил в колледж. После окончания школы два года служил в бундесвере.
С 1974 по 1981 год Вольфганг Шульце учился в Рейнском университете Фридриха Вильгельма на отделение общего языкознания, индоевропейских, германских, восточных и семитских языков, египтологии. В 1976 году он получил диплом переводчика арабского языка.
С 1975 по 1979 Шульце был студентом Института языкознания. В 1981 году получил степень кандидата общего языкознания («диплом с отличием») и до 1982 года участвовал в проектах, финансируемых Германским исследовательским фондом.
В 1982—1984 гг. работал научным сотрудником в Винфрид Кредиторы в федеральном министерстве образования и науки в рамках проекта «Создание базы данных для кумулятивного немецкого слова». 1983-87 гг. был преподавателем лингвистики.
В 1985 году защитил докторскую диссертацию «Deutsche Forschungsgemeinschaft» (до 1987).
В 1988 году был редактором DAAD в Коллеж де Франс в Париже. В 1989 году прошёл хабилитацию в Бонне по сравнительному языкознанию. В 1991 году получил лицензию на образовательную деятельность общего языкознания.
В 1990—1991 гг. работал лектором по общему языкознанию в научно-исследовательском центре «Sur Le traitement Automatique de Langues». В 1991—1992 гг. представлял департамент общего языкознания Мюнхенского университета имени Людвига и Максимилиана, в 1992 году был назначен профессором этого департамента.

## Область исследований
Наряду с различными областями общего языкознания, общей и специальной теории грамматики и типологии Вольфганг Шульце занимался различными языками мира (языки Кавказа и Азии, индоевропейские языки).

## Основные труды[3][4]
- Ilona Schulze & Wolfgang Schulze. A Handbook of the Minorities of Armenia: A Sociocultural and Sociolinguistic Survey. Hamburg: Verlag Dr. Kovač, 2016. 572 S. ISBN 978-3-8300-8736-6[5]
- Wolfgang Schulze. The Udi gospels: annotated text, etymological index, lemmatized concordance. — Muenchen : LINCOM Europa, 2001
- Wolfgang Schulze. Northern Talysh. — Muenchen : LINCOM Europa, 2000
- Wolfgang Schulze. Tsakhur. — München : LINCOM Europa, 1997
- Wolfgang Schulze. Die Sprache der Uden in Nord-Azerbajdžan. — Wiesbaden : Harrassowitz, 1982
- Wolfgang Schulze. Person, Klasse, Kongruenz Fragmente einer Kategorialtypologie des einfachen Satzes in den ostkaukasischen Sprachen